# Município de Washington (condado de Defiance, Ohio)
O município de Washington (em inglês: Washington Township) é um município localizado no condado de Defiance no estado estadounidense de Ohio. No ano de 2010 tinha uma população de 1.617 habitantes e uma densidade populacional de 17,48 pessoas por km².

## Geografia
O município de Washington encontra-se localizado nas coordenadas 41° 23′ 01″ N, 84° 30′ 57″ O. Segundo a Departamento do Censo dos Estados Unidos, o município tem uma superfície total de 92.49 km², da qual 92,49 km² correspondem a terra firme e (0 %) 0 km² é água.

## Demografia
Segundo o censo de 2010, tinha 1.617 habitantes residindo no município de Washington. A densidade populacional era de 17,48 hab./km². Dos 1.617 habitantes, o município de Washington estava composto pelo 97,28 % brancos, o 0,19 % eram afroamericanos, o 0,12 % eram amerindios, o 1,18 % eram de outras raças e o 1,24 % eram de uma mistura de raças. Do total da população o 3,59 % eram hispanos ou latinos de qualquer raça.